# Astragalus duchesnensis
Astragalus duchesnensis es una especie de planta del género Astragalus, de la familia de las leguminosas, orden Fabales.

## Distribución
Astragalus duchesnensis se distribuye por Estados Unidos (Colorado y Utah).

## Taxonomía
Fue descrita científicamente por M. E. Jones. Fue publicado en Contributions to Western Botany 13: 9 (1910).